# غزلاتشة (كتشو)
غزلاتشة (بالفارسية: گزلاچه) هي قرية تقع في إيران في قسم کتشو الريفي.